# Перлівець Єфросина
Перлівець Єфросина (Boloria euphrosyne) — вид денних метеликів родини сонцевиків (Nymphalidae).

## Назва
Вид названо на честь персонажа давньогрецької міфології Єфросини — однієї з трьох харит, дочок Зевса і Евріноми, сестри Аглаї і Талії.

## Поширення
Вид досить поширений у Європа та помірній Азії.

## Опис
Розмах крил 38-46 мм. Забарвлення на верхній стороні крил помаранчеве з чорними плямами. На нижній стороні є ряд сріблясто-перламутрових міток розташованих по всій довжині облямівки крила. Самиця має темніші плями на обох парах крил. Гусениця чорна з білими або жовтими голками по всьому тілі.

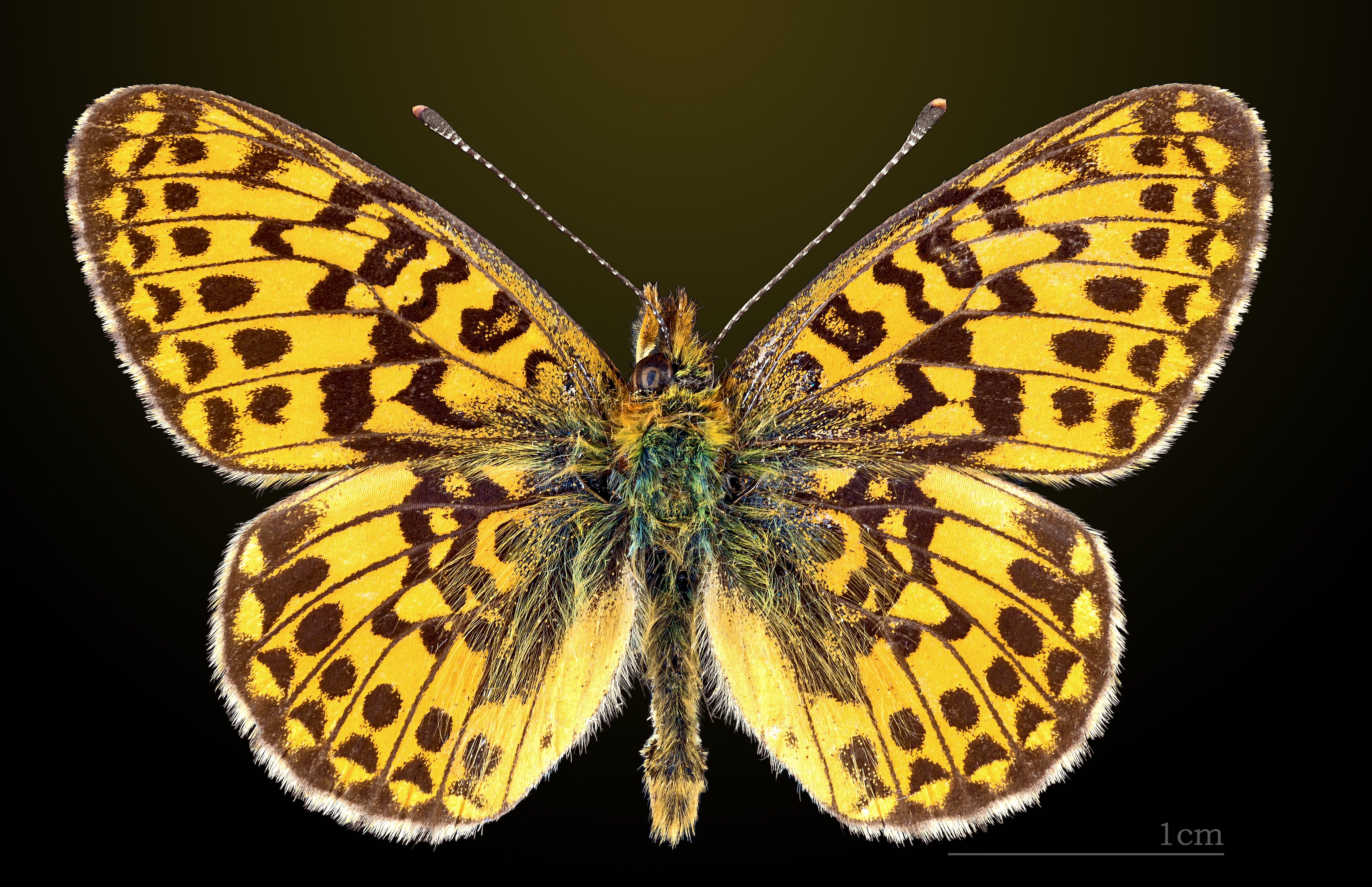
Дорсальна сторона метелика
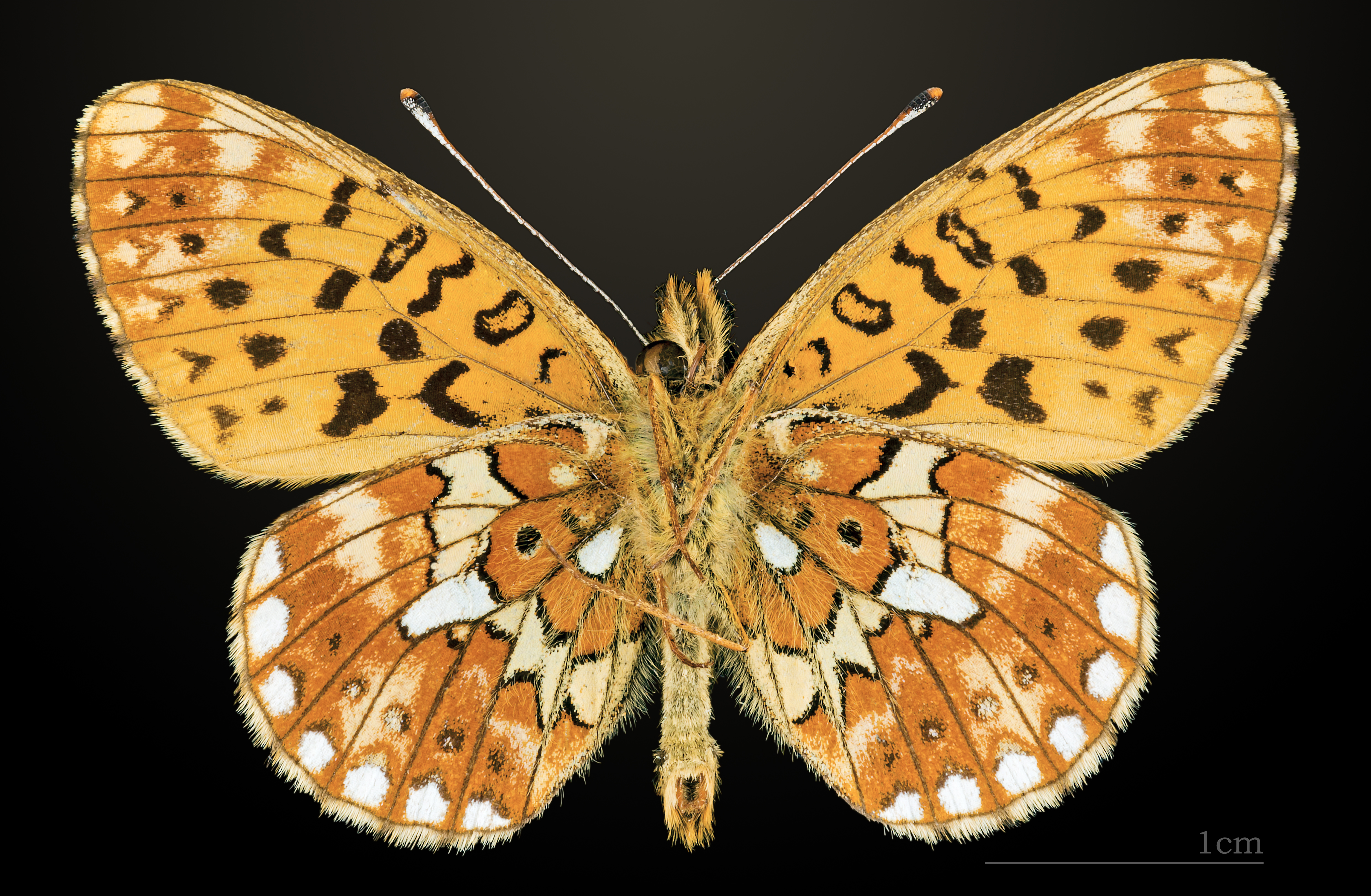
Вентральна сторона метелика
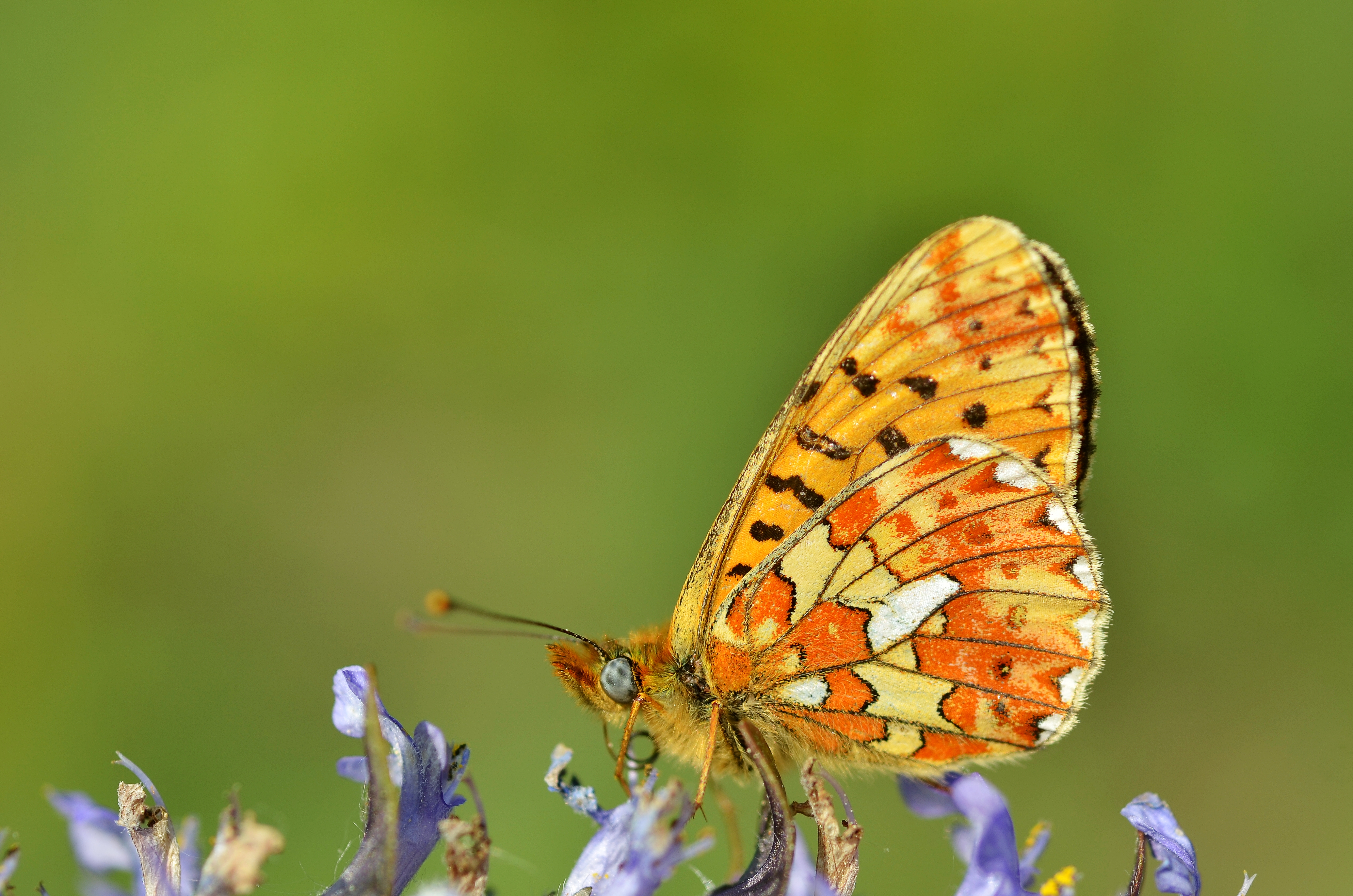

## Спосіб життя
Мешкає у світлих листяних або змішаних лісах з великою кількістю полян, прогалин, просік. Метелики активно літають, переміщаючись іноді на значні відстані; часом сідають на квіти для підживлення нектаром і на листя чагарників для відпочинку. Метелики літають в червні-липні. Кормові рослини гусениць — фіалки різних видів. Гусениця зимує в сухому згорнутому листі фіалок. Заляльковується навесні. Лялечка підвішена до стебел рослин.